# ليزا فيلاند
ليزا فيلاند (بالإنجليزية: Liza Wieland)‏ (1960)؛ روائية أمريكية.